# Бастьен-Шарлебуа, Яник
Яник Бастьен-Шарлебуа (фр. Janik Bastien-Charlebois) — канадская интерсекс-женщина, профессор социологии и интерсекс-активистка. Она преподает в Квебекском университете в Монреале, и её области обучения включают культурную демократию, свидетельские показания, эпистемологию, гомофобию и феминизм.

## Личная жизнь и активизм
В интервью Montreal Gazette Бастьен-Шарлебуа описывает проведённые ей в возрасте 17 лет «нормализующие» операции как процесс лишения свободы. Занялась активизмом после встречи с Кертис Хинкль, основателем организации Intersex International, в Монреале в 2005 году. Участвовала во втором и третьем Международных интерсекс-форумах.

## Карьера
Яник Бастьен-Шарлебуа — профессор Департамента социологии Факультета гуманитарных наук Университета Квебека в Монреале, где она работает в исследовательских группах по «Культуре свидетельств», гомофобии и в Институте исследований феминизма. В течение 2014 и 2015 годов Бастьен-Шарлебуа была приглашенным ученым в Центре трансдисциплинарных гендерных исследований в университет Гумбольдта в Берлине. В 2018 году возглавила отдел программ бакалавриата в области культурной анимации и исследований.
Её книга «La virilité en jeu» (в переводе с фр. — «Мужество на кону») исследует неизбежность гомофобного поведения мальчиков посредством интервью с мальчиками-подростками. Бастьен-Шарлебуа оспаривает аргументы, сосредоточенные на человеческой природе и формировании мужской идентичности, предполагая, что гетеросексуальность социально конструирована.
В недавней работе Бастьен-Шарлебуа критикует лечение интерсекс-людей.
Бастьен-Шарлебуа занимается активизмом на международном уровне и давала интервью таким изданиям, как Montreal Gazette, Le Nouvelliste, Le Devoir и Être.

### Книги
- Bastien-Charlebois, Janik. La virilité en jeu (фр.). — Editions du Septentrion, 2011. — 280 p. — ISBN 9782894486658.

### Статьи
- Bastien Charlebois, Janik. Les sujets intersexes peuvent-ils (se) penser ?. Les empiétements de l’injustice épistémique sur le processus de subjectivation politique des personnes intersex(ué)es (фр.) // Socio. La nouvelle revue des sciences sociales. — 2017. — Livr. 9. — P. 143–162. — ISSN 2266-3134. — doi:10.4000/socio.2945.
- Bastien-Charlebois, Janik. Femmes intersexes: Sujet politique extrême du féminisme (Intersex Women, Feminism’s Extreme Political Subject) // Recherches féministes. — 2014. — Т. 27, вып. 1. — С. 237. — ISSN 0838-4479.
- Bastien-Charlebois, Janik. Au-delà de la phobie de l'homo : quand le concept d'homophobie porte ombrage à la lutte contre l'hétérosexisme et l'hétéronormativité (фр.) // Reflets: Revue d'intervention sociale et communautaire. — 2011. — Vol. 17, livr. 1. — P. 112. — ISSN 1203-4576. — doi:10.7202/1005235ar.
- Bastien-Charlebois, Janik. How medical discourse dehumanizes intersex people (англ.) // Intersex Day. — 2016.
- Bastien-Charlebois, Janik. De la lourdeur d’écrire un article universitaire sur les enjeux intersexes lorsqu’on est soi-même intersexe (фр.) // Observatoire des transidentités. — 2016. Архивировано 14 августа 2017 года.
- Bastien-Charlebois, Janik. Sanctioned sex/ualities: The medical treatment of intersex bodies and voices (англ.) // ILGA. — 2015.
- Bastien-Charlebois, Janik. My coming out: The lingering intersex taboo (англ.) // Montreal Gazette. — 2015.